# ドリュー・ソープ
 アンドリュー・ロバート・ソープ（Andrew Robert Thorpe, 2000年10月1日 - ）は、アメリカ合衆国ユタ州セントジョージ出身のプロ野球選手（投手）。右投左打。MLBのシカゴ・ホワイトソックス所属。

## 経歴

### プロ入りとヤンキース傘下時代
2022年のMLBドラフト2巡目（全体61位）でニューヨーク・ヤンキースから指名されプロ入り。契約金は118万ドル。
2023年に傘下のA+級ハドソンバレー・レネゲーズでプロデビューし、シーズン途中にAA級サマセット・ペイトリオッツへ昇格した。

### ホワイトソックス時代
2023年12月6日にフアン・ソト、トレント・グリシャムとのトレードで、マイケル・キング、カイル・ヒガシオカ、ランディ・バスケス、ジョニー・ブリートと共にサンディエゴ・パドレスへ移籍した。
その後、2024年3月13日にディラン・シースとのトレードで、スティーブン・ウィルソン、サミュエル・ザバラ、ハイロ・イリアルテと共にシカゴ・ホワイトソックスへ移籍した。6月11日のシアトル・マリナーズ戦に先発登板してメジャーデビューを果たした。ホワイトソックスでは9回先発し、3勝3敗、防御率5.48、25奪三振を記録した。9月1日、右肘の骨棘除去手術を受け、シーズン終了となることが発表された。
2025年3月22日、トミー・ジョン手術を受けシーズンを全休することが発表された。

## 詳細情報

### 年度別投手成績
| 年 度    | 球 団    | 登 板 | 先 発 | 完 投 | 完 封 | 無 四 球 | 勝 利 | 敗 戦 | セ 丨 ブ | ホ 丨 ル ド | 勝 率 | 打 者 | 投 球 回 | 被 安 打 | 被 本 塁 打 | 与 四 球 | 敬 遠 | 与 死 球 | 奪 三 振 | 暴 投 | ボ 丨 ク | 失 点 | 自 責 点 | 防 御 率 | W H I P |
| -------- | -------- | ----- | ----- | ----- | ----- | -------- | ----- | ----- | -------- | ----------- | ----- | ----- | -------- | -------- | ----------- | -------- | ----- | -------- | -------- | ----- | -------- | ----- | -------- | -------- | ------- |
| 2024     | CWS      | 9     | 9     | 0     | 0     | 0        | 3     | 3     | 0        | 0           | .500  | 190   | 44.1     | 35       | 8           | 21       | 0     | 1        | 25       | 0     | 1        | 29    | 27       | 5.48     | 1.26    |
| MLB：1年 | MLB：1年 | 9     | 9     | 0     | 0     | 0        | 3     | 3     | 0        | 0           | .500  | 190   | 44.1     | 35       | 8           | 21       | 0     | 1        | 25       | 0     | 1        | 29    | 27       | 5.48     | 1.26    |

- 2024年度シーズン終了時

### 年度別守備成績
| 年 度 | 球 団 | 投手（P） | 投手（P） | 投手（P） | 投手（P） | 投手（P） | 投手（P） |
| 年 度 | 球 団 | 試 合     | 刺 殺     | 補 殺     | 失 策     | 併 殺     | 守 備 率  |
| ----- | ----- | --------- | --------- | --------- | --------- | --------- | --------- |
| 2024  | CWS   | 9         | 10        | 3         | 1         | 0         | .929      |
| MLB   | MLB   | 9         | 10        | 3         | 1         | 0         | .929      |

- 2024年度シーズン終了時

### 背番号
- 33（2024年 - ）